# Vincent Labbé
Pour les personnes ayant le même patronyme, voir Labbé.
 (mars 2021).
Si vous disposez d'ouvrages ou d'articles de référence ou si vous connaissez des sites web de qualité traitant du thème abordé ici, merci de compléter l'article en donnant les références utiles à sa vérifiabilité et en les liant à la section « Notes et références ».
Vincent Labbé, né le 21 mars 1963, est un auteur de livres de jeu et de poésies, ainsi qu'un joueur de Scrabble. 

### Ouvrages sur le Scrabble
- Stratégie du Scrabble (éditions Larousse, 1994)  (ISBN 978-2-03340-315-7)[1]
- Les Secrets des petits mots (éditions Jacques Flament, 2019).

### Ouvrages sur le bridge
- Ne plus jamais chuter 3 Sans-Atout (éditions Le Bridgeur, 1991)
- Ne plus jamais chuter la manche à la couleur (éditions Le Bridgeur, 1992)
- Ne plus jamais chuter de chelem (éditions Le Bridgeur, 1993)
- Secret Défense (éditions Le Bridgeur, 1994)
- Drôles de donnes (éditions Le Bridgeur, 1996)
- 100 pièges pour un déclarant (éditions Le Bridgeur, 2004)
- Squeezes exquis (éditions Jacques Flament, 2022, deux tomes)

### Recueils de poésie
- Farce dure (éditions Ich grolle nicht, 2017)
- Ci-gît la nuit (éditions Jacques Flament, 2019)
- Le Temps est aux rageux (éditions Jacques Flament, 2022)

### Mots croisés
- Les mots croisés du Figaro, Le Figaro-Magazine, n° 23548, 2 mai 2020. Vincent Labbé tient la rubrique de mots croisés du Figaro quotidien depuis le 1er avril 2003.